# 8501 Вахольц
8501 Вахольц (8501 Wachholz) — астероїд головного поясу, відкритий 13 жовтня 1990 року.
Тіссеранів параметр щодо Юпітера — 3,213.